# Alberto Montealegre
Alberto Montealegre Klenner (Puerto Montt, 1 de febrero de 1934) es un arquitecto, investigador y académico chileno. Se ha desempañado en el diseño de obras públicas de gran envergadura en Chile, en la formación de arquitectos, y en la gestión gremial. Fue presidente del Colegio de Arquitectos entre 2007 y 2009 y desde 2024 es profesor emérito de la Universidad de Chile.

## Biografía
Nació en Puerto Montt, siendo el primer hijo del matrimonio conformado por el empresario Alberto Montealegre Díaz y la descendiente de alemanes Marichen Klenner. Es hermano del abogado de derechos humanos Hernán Montealegre y del fotógrafo Marcelo Montealegre, y medio hermano por parte paterna del escritor y humorista gráfico Jorge Montealegre.
Realizó sus estudios secundarios en el colegio Saint George's y estudió arquitectura en la Universidad Católica de Chile. Allí conoció a Myriam Beach, con quien contrajo matrimonio en 1961. Tiene 4 hijos: los arquitectos Alberto y Javier, Paz (diseñadora), y la urbanista, académica y columnista Pía Montealegre.

## Trayectoria profesional
Obtuvo su título de arquitecto en 1961. En ese año empezó a trabajar en la oficina de Emilio Duhart; allí colaboró en el proyecto del edificio de las Naciones Unidas (luego edificio de la Cepal) y en el edificio del Ministerio del Trabajo en Santiago.
En 1971 fundó su propia oficina de arquitectura junto a su esposa, la arquitecta Myriam Beach.Desde entonces ha estado involucrado en el diseño de diferentes proyectos de carácter público, como la fase 1 y la ampliación del aeropuerto internacional de Santiago, el estadio Sánchez Rumoroso de Coquimbo y una serie de estaciones de la línea 4A del Metro de Santiago, así como en el diseño de varios parques urbano públicos como el parque Mapuhue de La Pintana (1996), el parque Bernardo Leighton (ex Las Américas) en Estación Central (1996), el parque Santa Mónica en Recoleta, el parque André Jarlán (1997) y el parque Bicentenario de Cerrillos (2011).
En 1994 publicó el libro Emilio Duhart, arquitecto, y que es una monografía detallada de las obras y proyectos de Duhart entre 1941 y 1992, y es considerada una referencia fundamental para comprender su legado en la arquitectura chilena.

### Carrera como docente
En 1974 ingresó como profesor a la Facultad de Arquitectura y Urbanismo (FAU) de la Universidad de Chile, alcanzando el grado de Profesor Titular en 1985. Fue profesor de taller y de seminario durante casi 40 años. En 1988 fue nombrado Caballero de la Orden de las Palmas Académicas por el gobierno de Francia. En 2011, la FAU le otorgó la Medalla Claude François Brunet de Baines por su contribución académica.
En abril de 2024, la Universidad de Chile le otorgó el título de Profesor Emérito, por su aporte a la formación de arquitectos y al desarrollo de la arquitectura en el país.

### Liderazgo gremial
Es miembro fundador de la Asociación de Oficinas de Arquitectos (AOA).
En 2007 fue electo presidente del Colegio de Arquitectos de Chile, institución que dirigió hasta 2009. En 2012, la misma institución le concedió la Distinción Alberto Risopatrón por su acción gremial.